# Coburg
Coburg, česky též Koburk, je městský okres v bavorských Horních Francích a sídlo zemského okresu Coburg. Město je administrativně členěno do dvanácti městských částí.

## Dějiny
Sídlo je poprvé písemně zmíněno jako Coburg roku 1056, kdy je ovdovělá polská královna v exilu Richenza Lotrinská darovala kolínskému arcibiskupovi Annonovi II. Tehdy a ještě po následující století se však tímto názvem označoval pouze nový zeměpanský hrad na vrchu nad starší osadou, jež byla nazývána Trufalistat; teprve postupem doby přešlo jméno hradu i na osídlení v podhradí (budoucí město).
Císař Ludvík Bavor roku 1331 udělil dosavadní tržní vsi městské a soudní právo. Roku 1430 se ve znaku města objevila hlava Maura, symbolizující patrona hlavního městského chrámu i města sv. Mořice (Mauritia). 
Roku 1532 tu začaly čarodějnické procesy. 
Od přelomu 16. a 17. století do roku 1918 bylo město rezidencí vévodů sasko-kobursko-gothajských; první kníže Jan Kazimír Sasko-Koburský (1564–1633) se zasloužil o renesanční výstavbu města, stavbu prvního gymnasia, razil vlastní mince, ale proslul také neblaze zintenzivněním procesů s čarodějnicemi, kterých se uskutečnilo nejméně 228.

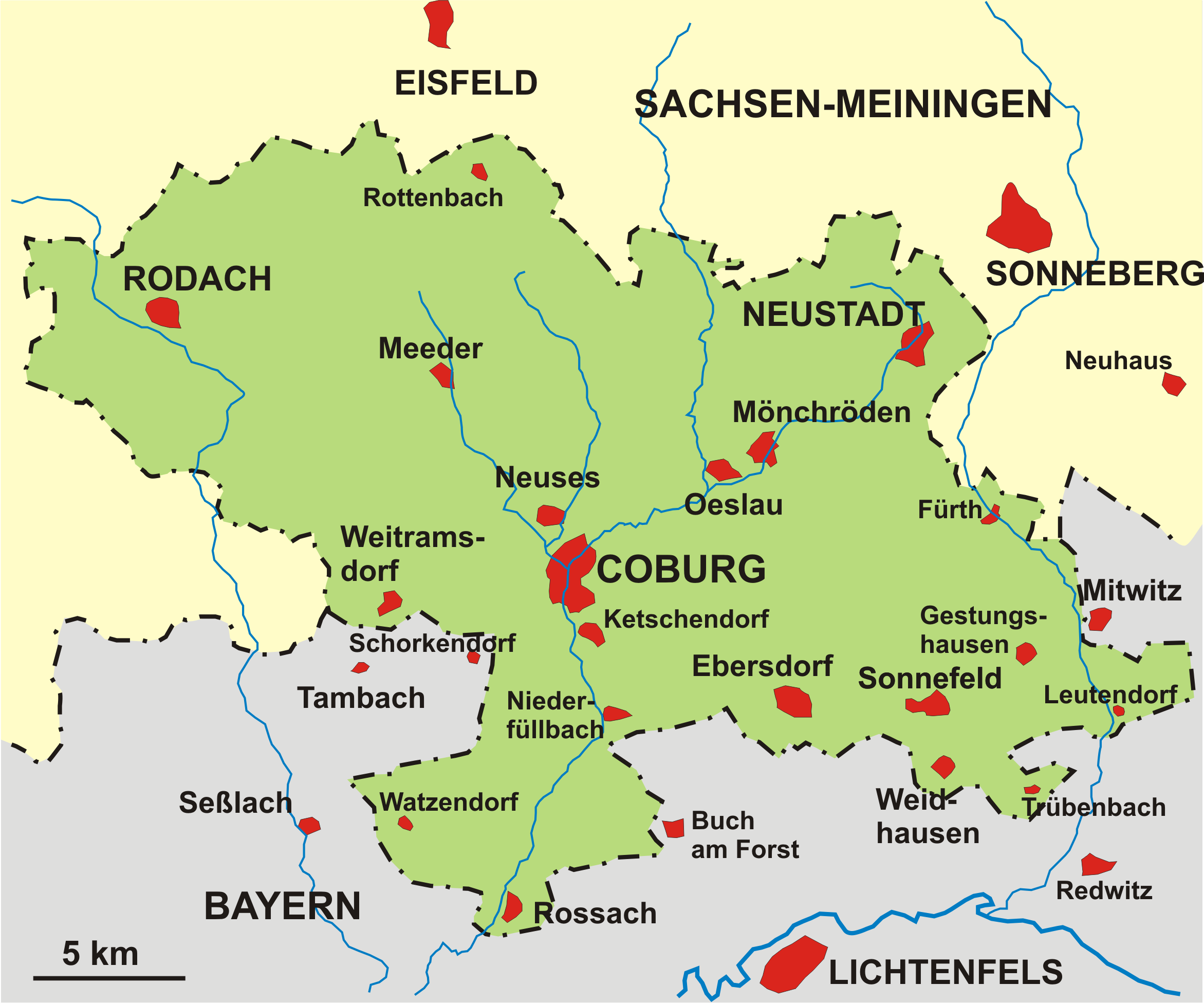
Svobodný stát Coburg (1918–1920)

Od poloviny 19. do konce 20. století zde sídlila vojenská posádka. 
Ve zmatečné době po zhroucení monarchie v Německu v listopadu 1918 se jižní část Sasko-kobursko-gothajského vévodství stala Svobodným státem Coburg (Freistaat Coburg), vklíněným mezi Bavorsko a Durynsko. Bylo jen otázkou času, ke kterému ze sousedů se malé území připojí. V referendu, konaném roku 1919, nakonec více než 85 % obyvatel Koburku hlasovalo pro připojení k Bavorsku, což se 1. července 1920 také stalo.

Městský znak v letech 1934–45

Už od počátku 20. let získávali ve městě a okolí velmi silné pozice národní socialisté (nacisté) a Koburk se postupně stal baštou tohoto hnutí. V červnu 1929 pak nacisté získali ve volbách absolutní většinu v městské radě, což zůstalo až do konce druhé světové války. Jako výraz oddanosti nacistickým ideálům byl mj. i změněn mestský znak. Ze spojeneckého kobercového bombardování v závěrečné etapě války vyšlo město poškozeno jen málo: zničena či pobořena byla jen 4 % městské zástavby. 
Při poválečném rozdělení Německa zůstalo město součástí Bavorska a tudíž i Německé spolkové republiky, nicméně, leželo jen několik kilometrů od Železné opony, která město obtáčela ze tří stran a izolovala jej od jeho historicky a hospodářsky přirozeného zázemí na severu, v Durynsku (součásti Německé demokratické republiky). Nevýhodná hraniční poloha města mezi Západem a Východem byla překonána až znovusjednocením Německa (1990).
Od roku 1971 je Coburg sídlem vysoké školy technické. Při slučování obcí v roce 1934 a poté v letech 1972 až 1977 se území města rozšířilo na čtyřnásobek původní rozlohy. 
Od roku 2005 je Koburk nositelem titulu Evropské město.

## Památky

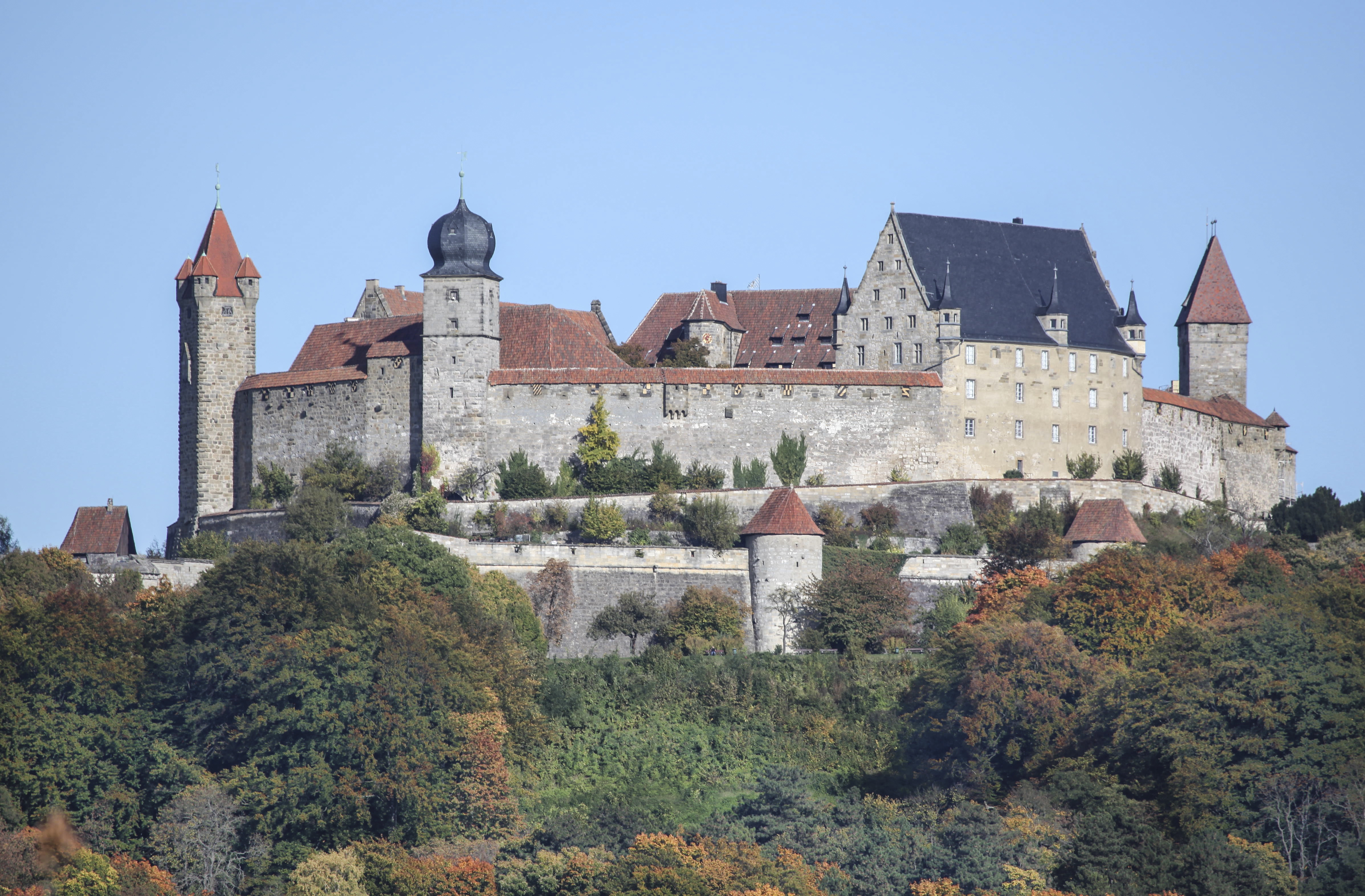
Pevnost (hrad) Veste Coburg
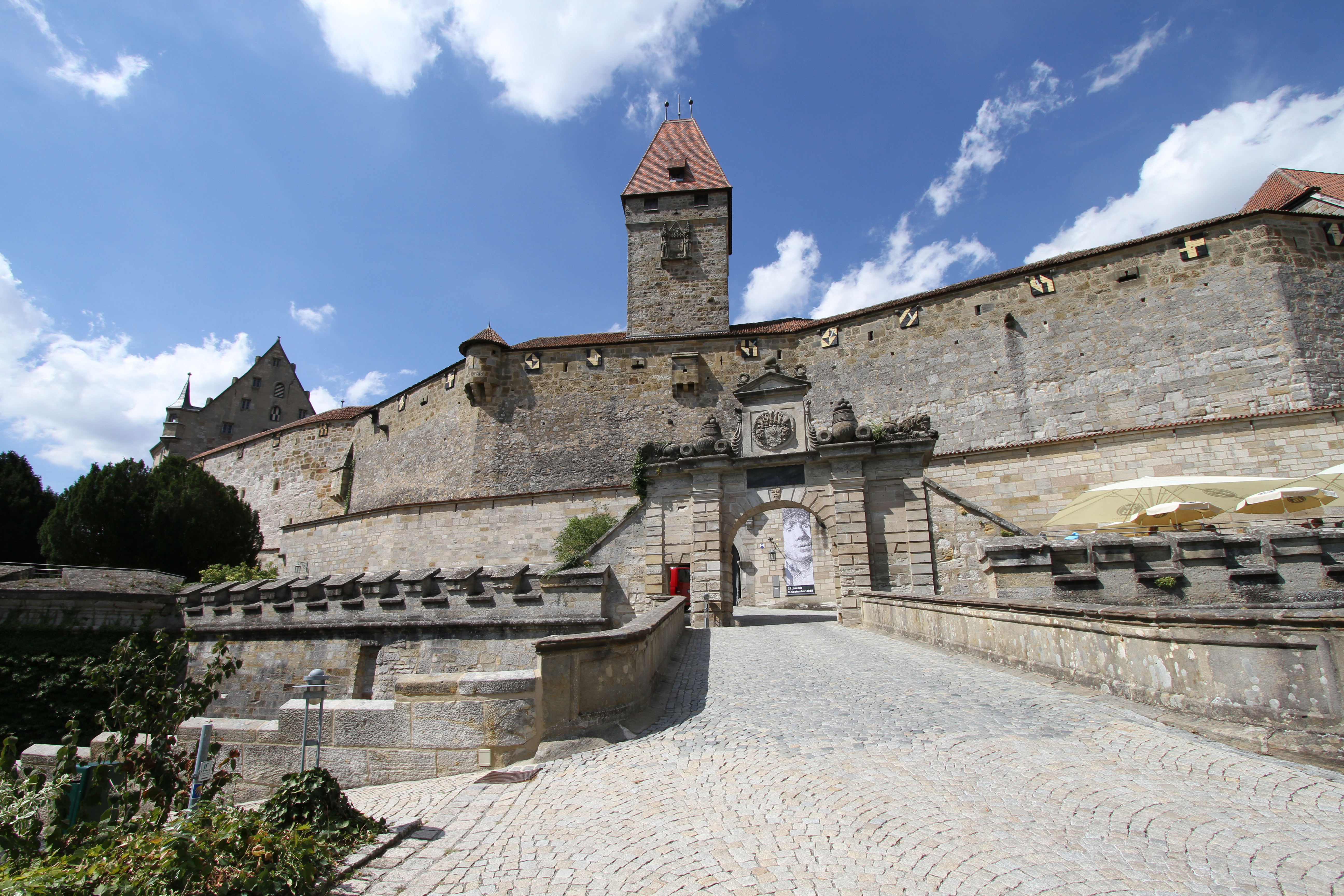
Hlavní portál pevnosti; nad ním Bulharská věž (Bulgarenturm), stojící již k roku 1225
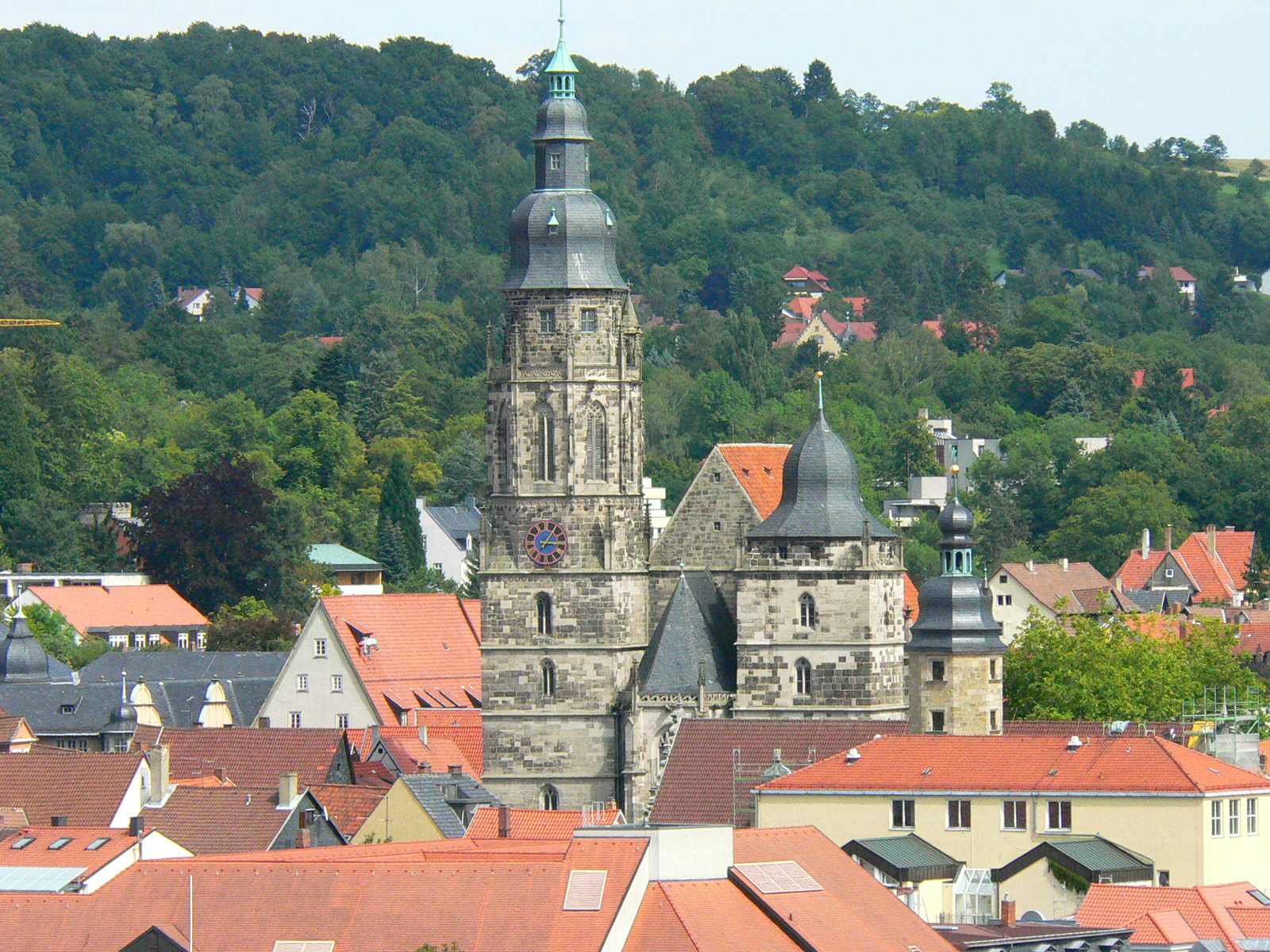
Staré město a kostel sv. Mořice
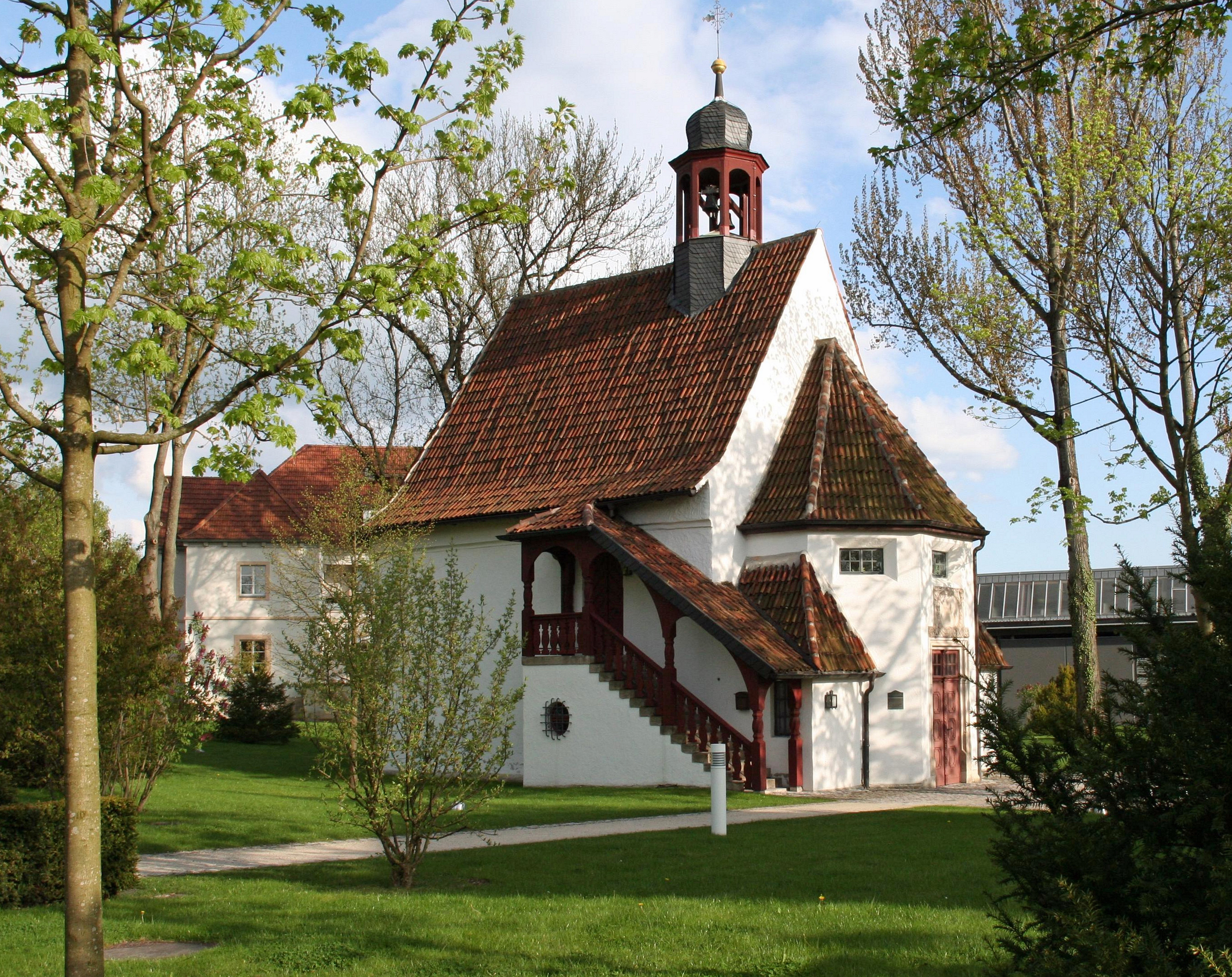
Kostelík sv. Mikuláše z roku 1442
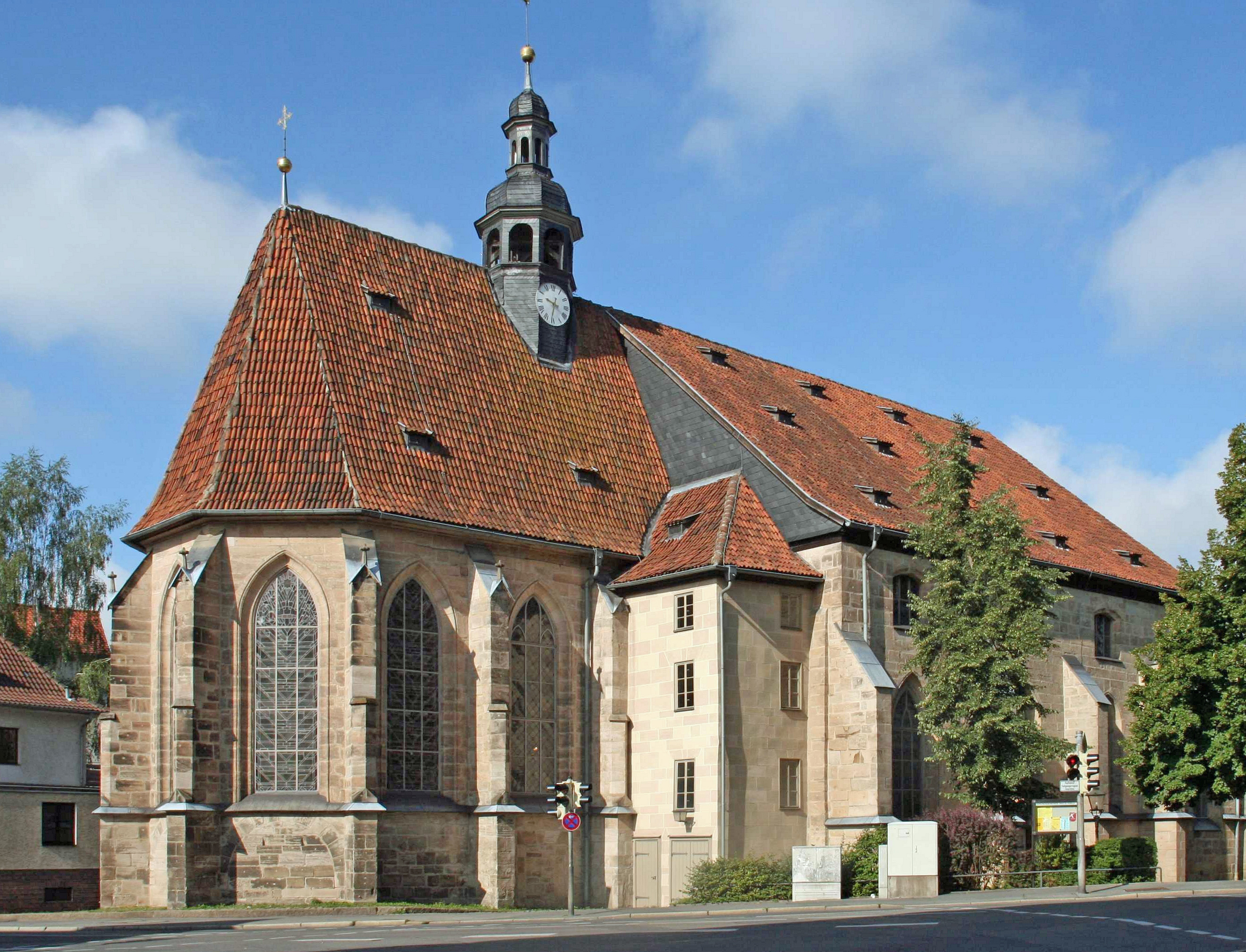
Kostel sv. Kříže
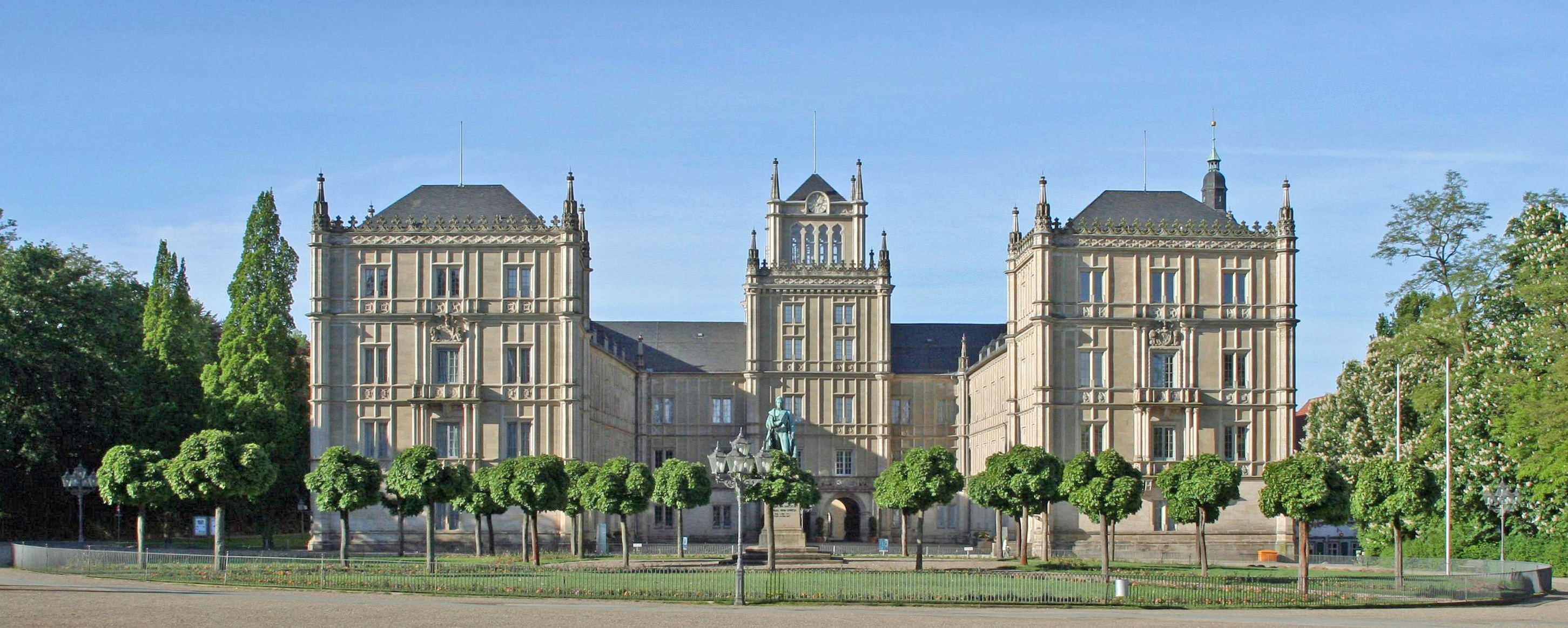
Zámek Ehrenburg (ze severu), původně dostavěn roku 1547, přestavěn po roce 1810
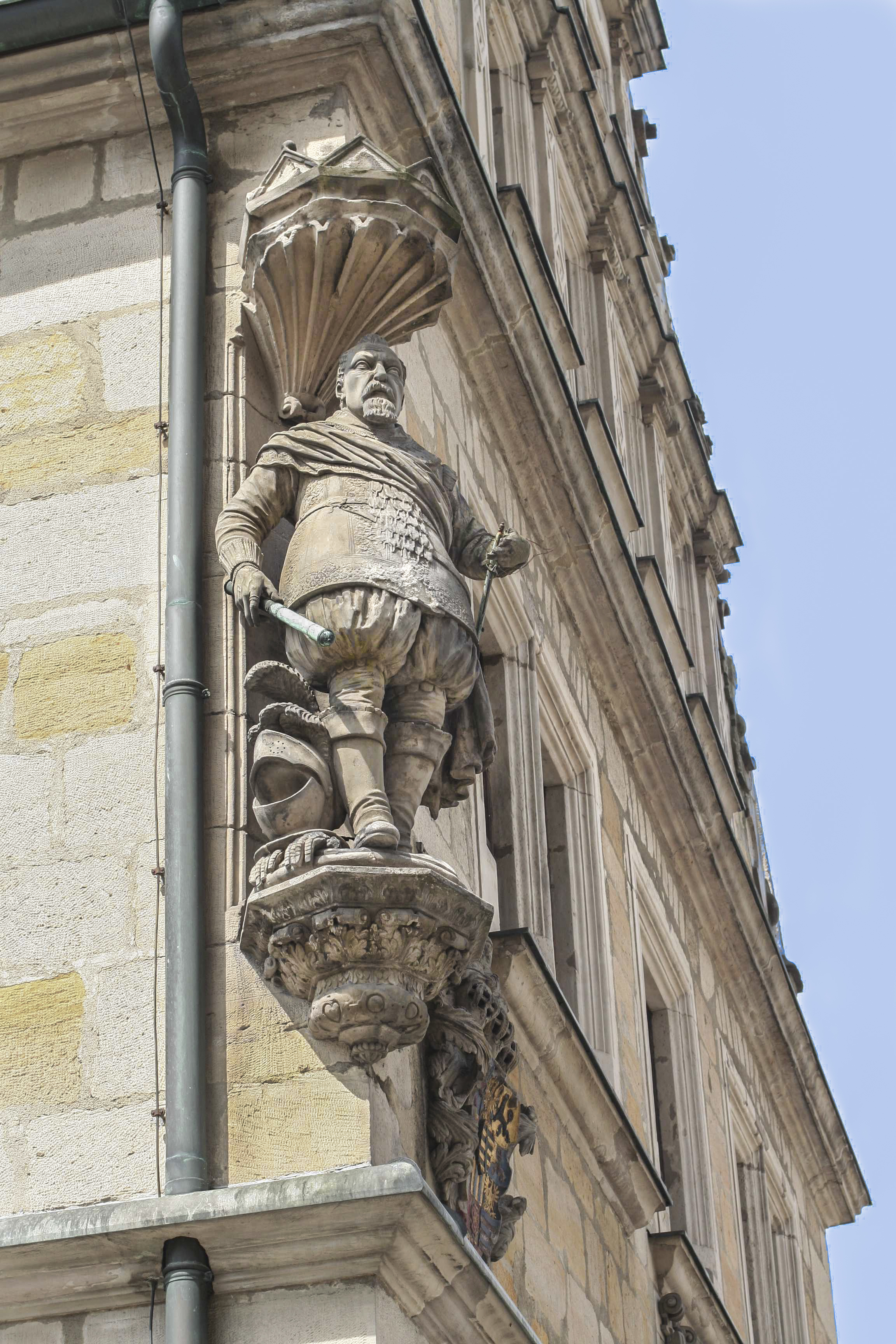
Socha vévody Jana Kazimíra na budově gymnázia Casimiriana (1605)

- Koburská pevnost (Veste Coburg) nad městem, jeden z největších hradních komplexů Německa; založen roku 1225 jako strážní hrad na hranicích mezi Horními Frankami a Durynskem; za Třicetileté války roku 1635 byl obehnán trojí hradbou s kasematami a proměněn v pevnost. V současnosti je sídlem uměleckých sbírek (Kunstsammlungen).[6]
- Zámek Ehrenburg (Schloss Ehrenburg) – novogoticko-empírová stavba v centru města, druhá rezidence vévodů koburských; přebudoval ji v letech 1810–40 vévoda Arnošt I. (1826–44), projektoval architekt Karl Fridrich Schinkel. V průběhu 19. století místo častých návštěv a pobytů členů různých evropských panovnických dvorů, nyní tu sídlí Zemská knihovna a Zemské muzeum.
- Kostel sv. Mořice – goticko-renesanční bazilika, založená roku 1320 a přestavěná do roku 1586; hlavní městský chrám
- Kostelík sv. Mikuláše (St.-Nikolaus-Kapelle) – gotická stavba, přestavěná ze židovské synagogy
- Kostel sv. Kříže (Heiligenkreuzkirche) – pozdně gotická halová stavba
- Radnice – renesanční budova rekonstruovaná po roce 1945
- Městský dům – renesanční budova rekonstruovaná po roce 1945
- Pomník prince Alberta – manžela britské královny Viktorie
- Dům mincmistra – hrázděná renesanční stavba
- Gymnasium Casimirianum – renesanční stavba z roku 1605, se sochou zakladatele vévody Jana Kazimíra ve výklenku nároží
- Zemské divadlo – klasicistní budova založená roku 1840
- Palais Edinburg
- Lichtensteinská věž – novogotický zámeček s věží
- Židovský most (Judenbrücke) – kamenný most z roku 1783, jeden z 22 mostů přes řeku Itz

## Politika

Městské obvody

Již roku 1929 zde volby vyhráli národní socialisté, město se pak honosilo titulem „První německé město NSDAP“ a roku 1932 jmenovalo Adolfa Hitlera svým čestným občanem.

### Starostové a vrchní starostové
- 1846–1865: Leopold Oberländer
- 1865–1896: Rudolf Muther
- 1897–1924: Gustav Hirschfeld
- 1924–1931: Erich Unverfähr, bezpartijní
- 1931–1934: Franz Schwede, NSDAP
- 1934–1937: Otto Schmidt, NSDAP
- 1937–1938: Wilhelm Rehlein, NSDAP
- 1938–1945: August Greim, NSDAP
- 1945, komisařsky: Alfred Sauerteig
- 1945, komisařsky: Eugen Bornhauser
- 1945–1948: Ludwig Meyer, SPD
- 1948–1970: Walter Langer, FDP
- 1970–1978: Wolfgang Stammberger, SPD
- 1978–1990: Karl-Heinz Höhn, bezpartijní (podporován CSU)
- 1990–2014: Norbert Kastner, SPD
- od 1. května 2014: Norbert Tessmer, SPD

## Slavní rodáci
- Cornelius Pleier (* 1595 Coburg, † 1646/49 Praha), lékař a učenec bojující proti čarodějnickým procesům, profesor medicíny na univerzitě v Praze
- Arnošt Popp (1819–1883) – sochař, naturalizovaný v Praze
- Wilhelm Popp (1828–1903) – flétnista a hudební skladatel, autor asi 600 skladeb
- Alexandr Mensdorff-Pouilly (1813–1871) – rakouský politik
- Albert (1819-1861) – britský princ a manžel královny Viktorie